# Flädie församling
Flädie församling var en församling i Lunds stift och i Lomma kommun. Församlingen uppgick 2000 i Bjärreds församling.

## Administrativ historik
Församlingen har medeltida ursprung. 
Församlingen var till 1870 annexförsamling i pastoratet Lomma och Flädie som från 1679 även omfattade Fjelie församling. Från 1870 till 2000 annexförsamling i pastoratet Fjelia och Flädie som från 1973 även omfattade Borgeby församling. Församlingen uppgick 2000 i Bjärreds församling.

## Kyrkor
- Flädie kyrka